# Dömande makt
Dömande makt, judiciell makt, är den maktinstans som avgör lagars tillämpning, i form av utdömande av straff och tvistlösning. I demokratier som bygger på Montesquieus maktdelningsprincip tillkommer den uteslutande ett lands domstolsväsen. 

## Montesquieus doktrin
Idén om att urskilja en dömande instans i maktbegreppet kommer från Montesquieus bok Om lagars anda. Han visar där att vad som kännetecknar absolutism är att i det statsskicket har monarken all makt, såväl den verkställande, som den lagstiftande och den dömande. Enligt Montesquie finns ingen frihet om inte den dömande makten separeras från den verkställande och den lagstiftande, eftersom om den kombineras med den lagstiftande makten blir subjektets liv utsatt för godtycke, och när den kombineras med den verkställande makten kan regenten använda domstolsväsendet för att utöva förtryck. 
Den dömande makten var den som först utkristalliserades ur de andra; redan under Montesquieus samtid hade monarkerna lämnat bort dessa befogenheter till domstolar, men han påpekar att sultanen i Osmanska Riket innehade alla dessa befogenheter, samt att så även var fallet i republikerna i Italien, där det också enligt Montesquieus mening var mer ofritt än i de nordligare monarkierna. De olika republikerna uppvisade emellertid olikheter, som Republiken Venedig där den lagstiftande (consiglia), den verkställande (pregadi) och den dömande makten (quarantia) var åtskilda, men de tillhörde samma organ, en senat, vilket var mycket ogynsamt för individens frihet.
Montesquieu avvisade idén att den dömande makten skulle utgöras av samma personer som ingick i senaten. Till skillnad från de andra maktinstanserna, borde den dömande makten bestå av folket, och i möjligaste mån ha samma rang som den åtalade. Maktinstansen borde bytas ut löpande under året, och deras uppgifter regleras i lag, så att en tribunal inte hölls längre än nödvändigt. Den dömande makten skulle med andra ord inte tillkomma ett visst ämbete eller statsmakten, menade Montesquieu, för det skulle skrämma medborgarna.
Vidare förespråkade Montesquieu att den åtalade skulle ha rätt att välja sina domare.
Orsaken att den dömande makten inte borde tillkomma statsmakten är enligt Montesquieu att den har att göra med individens frihet, och staten endast borde verka på ett generellt plan, för den allmänna viljan.
Idén till den tredelade makten har Montesquieu fått från Romerska republiken. Han menar att där tillkom den dömande makten folket, senaten, magistraterna, samt specifika domare. Prætorernas sätt att utöva sin dömande makt var enligt Montesquieu exemplarisk, och det var där rättegångsordningen uppstod att en rättegång skulle behandla ett specifikt brott åt gången.
Den dömande makten är enligt Montesquieu egentligen en form av verkställande makt.

## Olika principer för dömande makt
- I länder med common law som rättssystem, bildar rättsfall lag såsom rättspraxis, enligt stare decisis-principen.
- I länder vilkas rättssystem utgörs av civil law, uttolkar den dömande makten lagar, men är åtminstone i teorin förbjudna att stifta lagar.
- Enligt det socialistiska rättssystemet är det den lagstiftande makten som uttolkar lagar, ofta genom att kongressen är den högsta domstolsinstansen. Detta motiveras med att rätten är politisk och borde tjäna kommunismens idé.

Till skillnad från common law bygger inte det socialistiska rättssystemet och civil law på den praxis som skapades med den romerska rätten.